# Age of Empires II: The Age of Kings
Age of Empires II: The Age of Kings este un joc de strategie în timp real dezvoltat de Ensemble Studios și publicat de Microsoft. Jocul se bazează pe marile evenimente din epoca medievală. Jocul a avut și un pachet suplimentar (engleză: expansion pack), numit Age of Empires II: The Conqueror's Expansion, care a avut același succes ca originalul.

## Gameplay
The Age of Kings se concentrează pe construirea unei baze, unei armate și adunarea resurselor în scopul de a înfrânge oponenți. Jocul conține și un tutorial cu explicații detaliate despre ce are jucătorul de făcut și cum poate realiza obiectivele. 
Interacțiunea naivă dintre unități inamice este precum cea din piatra-hârtia-foarfecele, adică unele tipuri de trupe pot distruge ușor pe altele. Aceasta duce de obicei la o organizare a forțelor într-o manieră combinată, rezultând grupuri eterogene.
În acest joc tactica este foarte importantă, el fiind primul joc care a adus astfel de procese tactice. Jocul se poate termina foarte repede construind o "Minune" (Wonder). Se poate recurge la această modalitate doar ajungând în Era Imperială (Imperial Age) și cu resurse.
Sunt 5 campanii istorice în acest joc. Prima campanie e un tutorial ce se axează pe viața lui William Wallace. Celelalte abordează invazia lui Genghis Khan în Eurasia, cruciada lui Barbarossa, defensiva lui Saladin pe Pământul Sfânt și faptele de vitejie ale lui Ioana d'Arc. Alte moduri adiționale ale jocului sunt: hartă aleatorie (random map), care generează hărțile cu jucători, ce debutează în Epoca Întunecată (Dark Age) cu un centru al orașului, trei săteni (chinezii au șase) și cu o iscoadă. Câștigă jucătorul care cucerește militar celelalte cetăți ale jucătorilor, care îi elimină pe jucători, care construiește o minune arhitecturală (Wonder), care găsesc o relicvă și o duc la o mănăstire și care domină militar harta. Unitățile civile, numite "săteni", sunt utilizați pentru adunarea resurselor. Ei pot fi de sex masculin sau feminin. Chiar și așa, sexul nu le afectează abilitățile. Resursele sunt folosite pentru recrutarea de soldați, construirea de clădiri și căutarea tehnologiilor. Există 4 tipuri de resurse: mâncare, lemn, aur și piatră. Mâncarea se obține din vânarea animalelor, cultivarea fermelor, adunarea de fructe sălbatice sau pescuit și este utilizată pentru recrutarea unităților. Lemnul este obținut de pe urma defrișării și este utilizat pentru construirea clădirilor, iar aurul și piatra sunt obținute din exploatarea minereurilor aflate la suprafață. Resursele sunt cărate și depozitate de către săteni. Jucătorii pot construi piețe pentru a comercializa resursele cu jucătorii aliați, fiind o sursă veritabilă de aur în cazul în care vinzi mâncarea, lemnul sau piatra. Se construiesc case pentru a mări limita unităților (limita maximă fiind 200) și castele pentru securitate. Jucătorul poate opta să construiască și o fierărie (Blacksmith), care oferă tehnologii pentru a îmbunătăți atacul și armura infanteriei, cavaleriei și arcașilor. Structurile defensive și unele nave beneficiază, de asemenea, de îmbunătățirile de atac ale arcașilor. Tot în sfera cercetării avem universitatea, care ne dă posibilitatea să oferim diferite avantaje, mai ales de apărare, clădirilor și unor unități.

### Civilizații
The Age of Kings oferă posibilitatea alegerii între mai multe civilizații sau națiuni, fiecare dispunând de unități diferite (dar de calități echilibrate). Aceste civilizații sunt de patru tipuri:
- Civilizații din Europa de Vest (britoni, celți, franci);
- Civilizații din Europa Centrală și de Nord (germani, vikingi, goți);
- Civilizații din Orientul Mijlociu (bizantini, arabi, turci);
- Civilizații din Orientul Îndepărtat (chinezi, japonezi, mongoli);

### Unități
Unitățile pot fi recrutate din barăci, grajduri, poligoane de tras cu arcul și castele. Unitățile sunt variate: infanteriști, arcași, călăreți, arme de asediu și unități navale - corăbiile. De asemenea, dacă construiești mănăstiri și biserici, poți recruta călugări sau preoți care vor putea converti inamicii în tabăra voastră. Civilizațiile pot procura și unități unice - de exemplu, englezii pot înrola arcași pricepuți, iar arabii au călăreți experimentați.
Jocul funcționează pe sistemul piatra-hârtie-foarfecă.

## Multiplayer
Jocul suportă modul multiplayer ce se poate juca doar având acces la internet sau pe LAN. De asemenea, jocul beneficiază și de un editor cu care ne putem crea scenarii și hărți personalizate, stabilind obiectivele și condițiile victoriei.